# Dynkur
Der Dynkur ist Wasserfall im Süden von Island.
Er liegt im Hochland nördlich des Sultartangalón etwa 11 km westlich der Sprengisandsleið  auf Höhe des Þórisvatn. Die Þjórsá stürzt hier in drei Stufen um 50 m in die Tiefe. Der Fluss bildet hier die Grenze zwischen den Gemeinden Skeiða- og Gnúpverjahreppur im Westen und der Holtahreppur im Osten. Die Holtamenn nennen den Wasserfall Búðarhálsfoss nach dem Berg Búðarháls (661 m) in ihrem Gebiet.